# Ole Sørensen
Ole Sørensen (Copenaghen, 25 novembre 1937 – 29 gennaio 2015) è stato un calciatore danese, di ruolo centrocampista.